# Usambarai uhu
Az usambarai uhu (Bubo vosseleri) a madarak osztályának bagolyalakúak (Strigiformes) rendjébe és a bagolyfélék (Strigidae) családjába tartozó faj.

## Rendszerezése
A fajt Anton Reichenow német ornitológus írta le 1908-ban. Egyes szervezetek a Ketupa nembe sorolják Ketupa vosseleri néven.

## Előfordulása
Afrikában, Tanzánia területén honos.

## Megjelenése
Testhossza 48 centiméter, testtömege 770-875 gramm.